# Колесник Сергій Анатолійович
Колесник Сергій Анатолійович (нар. 7 березня 1989 року, Київ, УРСР, СРСР) — колишній український футболіст, що грав на позиції півзахисника. Найбільш відомий виступами за «Динамо-3», «ІгроСервіс» та «Геліос».

## Біографія
Вихованець київського футболу. З 2003 по 2006 роки перебував у системі київського «Динамо», навчаючись у ДЮФШ «Динамо» імені Валерія Лобановського.
У 2006 році дебютував за третю команду киян, яка виступала у другій лізі.
У наступному році перейшов до сімферопольського «ІгроСервіса». У першому сезоні посів з командою шосте місце у першій лізі, після чого привернув до себе увагу представників прем'єрлігового «Іллічівця», з яким, за неофіційною інформацією, поїхав на міжсезонні збори. Втім, тренер маріупольців, Олександр Іщенко, вирішив не підписувати гравця, і Колесник повернувся до «ІгроСервіса». Після закінчення сезону 2008/09 команда була розформована, а Колесник підписав контракт з харківським «Геліосом».
У сезоні 2010/11 зіграв один матч за «Прикарпаття».
У 2012 році виступав за «Карпати» (Яремче), у наступному році був заявлений за «Придністров'я» з Тлумача, яке виступало у чемпіонаті Івано-Франківської області.
Закінчував кар'єру у аматорських «Бучі», «Єдності», «Соколі» та «Діназі».

## Досягнення
- Чемпіон Чернігівської області (1): 2014
- Володар Кубка Чернігівської області (1): 2014
- Володар Кубка Ліги Чернігівської області (1): 2014
- Володар Суперкубка Чернігівської області (1): 2014